# Elizabethtown (Illinois)
Elizabethtown é uma vila localizada no Estado americano de Illinois, no Condado de Hardin.

## Demografia
Segundo o censo americano de 2000, a sua população era de 348 habitantes.
Em 2006, foi estimada uma população de 325, um decréscimo de 23 (-6.6%).

## Geografia
De acordo com o United States Census Bureau tem uma área de
1,8 km², dos quais 1,8 km² cobertos por terra e 0,0 km² cobertos por água. Elizabethtown localiza-se a aproximadamente 272 m acima do nível do mar.

## Localidades na vizinhança
O diagrama seguinte representa as localidades num raio de 24 km ao redor de Elizabethtown.